# Lista dos 100 maiores arremessadores da MLB em entradas jogadas

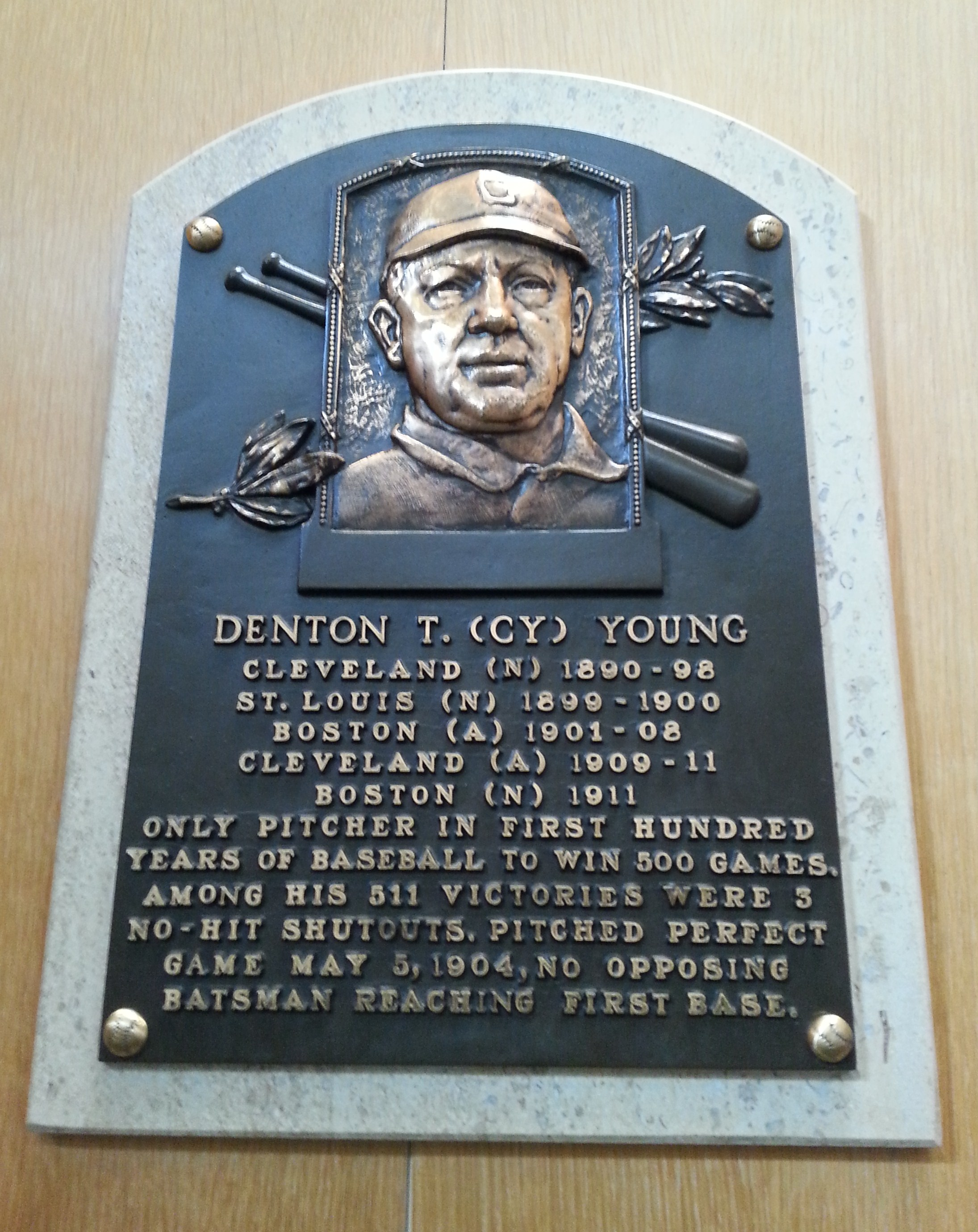
Cy Young, o líder em todos os tempos em entradas jogadas

Esta é uma lista dos 100 maiores arremessadores da Major League Baseball que acumularam mais  entradas jogadas em suas carreiras. Cy Young é o líder geral com 7356 entradas jogadas. Young é o único arremessador na história da MLB a arremessar em mais de 7000 entradas.  Pud Gavin é o único arremessador na história da MLB a arremessar em mais de 6000 entradas.

## Campo
| Posição | Posição entre os líderes. Um campo em branco significa um empate. |
| Jogador | Nome do jogador                                                   |
| EJ      | Total de entradas jogadas na carreira                             |
| *       | Denota eleito para o National Baseball Hall of Fame.              |
| Negrito | Denota jogador ativo.                                             |

## Lista
- Estatísticas atualizadas até o final da temporada de 2016.

| Rank | Player                       | EJ      |
| ---- | ---------------------------- | ------- |
| 1    | Cy Young *                   | 7356    |
| 2    | Pud Galvin *                 | 6003.1  |
| 3    | Walter Johnson *             | 5914.1  |
| 4    | Phil Niekro *                | 5404    |
| 5    | Nolan Ryan *                 | 5386    |
| 6    | Gaylord Perry *              | 5350    |
| 7    | Don Sutton *                 | 5282.1  |
| 8    | Warren Spahn *               | 5243.2  |
| 9    | Steve Carlton *              | 5217.2  |
| 10   | Grover Cleveland Alexander * | 5190    |
| 11   | Kid Nichols *                | 5056.1  |
| 12   | Tim Keefe *                  | 5049.2  |
| 13   | Greg Maddux *                | 5008.1  |
| 14   | Bert Blyleven *              | 4970    |
| 15   | Bobby Mathews                | 4956    |
| 16   | Roger Clemens                | 4916.2  |
| 17   | Mickey Welch *               | 4802    |
| 18   | Christy Mathewson *          | 4788.2  |
| 19   | Tom Seaver *                 | 4783    |
| 20   | Tommy John                   | 4710.1  |
| 21   | Robin Roberts *              | 4688.2  |
| 22   | Early Wynn *                 | 4564    |
| 23   | John Clarkson *              | 4536.1  |
| 24   | Tony Mullane                 | 4531.1  |
| 25   | Jim Kaat                     | 4530.1  |
| 26   | Charles Radbourn *           | 4527    |
| 27   | Ferguson Jenkins *           | 4500.2  |
| 28   | Eddie Plank *                | 4495.2  |
| 29   | Eppa Rixey *                 | 4494.2  |
| 30   | Tom Glavine *                | 4413.1  |
| 31   | Jack Powell                  | 4389    |
| 32   | Red Ruffing *                | 4344    |
| 33   | Gus Weyhing                  | 4337    |
| 34   | Jim McCormick                | 4275.2  |
| 35   | Frank Tanana                 | 4,188.1 |
| 36   | Burleigh Grimes *            | 4180    |
| 37   | Ted Lyons *                  | 4161    |
| 38   | Randy Johnson *              | 4135.1  |
| 39   | Red Faber *                  | 4086.2  |
| 40   | Jamie Moyer                  | 4074    |
| 41   | Dennis Martínez              | 3999.2  |
| 42   | Vic Willis *                 | 3996    |
| 43   | Jim Palmer *                 | 3948    |
| 44   | Lefty Grove *                | 3940.2  |
| 45   | Jack Quinn                   | 3920.1  |
| 46   | Bob Gibson *                 | 3,884.1 |
| 47   | Sad Sam Jones                | 3883    |
| 48   | Jerry Koosman                | 3839.1  |
| 49   | Bob Feller *                 | 3827    |
| 50   | Jack Morris                  | 3824    |

| Posição | Jogador            | EJ      |
| ------- | ------------------ | ------- |
| 51      | Charlie Hough      | 3801.1  |
| 52      | Amos Rusie *       | 3778.2  |
| 53      | Waite Hoyt *       | 3762.1  |
| 54      | Jim Bunning *      | 3760.1  |
| 55      | Bobo Newsom        | 3759.1  |
| 56      | George Mullin      | 3686.2  |
| 57      | Jerry Reuss        | 3669.2  |
| 58      | Paul Derringer     | 3645    |
| 59      | Mickey Lolich      | 3638.1  |
| 60      | Tommy Bond         | 3628.2  |
| 61      | Bob Friend         | 3611    |
| 62      | Carl Hubbell *     | 3590.1  |
| 63      | Joe Niekro         | 3584.1  |
| 64      | Herb Pennock *     | 3571.2  |
| 65      | Earl Whitehill     | 3564.2  |
| 66      | Mike Mussina       | 3562.2  |
| 67      | Rick Reuschel      | 3548.1  |
| 68      | Will White         | 3542.2  |
| 69      | Adonis Terry       | 3514.1  |
| 70      | Juan Marichal *    | 3507    |
| 71      | Jim Whitney        | 3496.1  |
| 72      | Luis Tiant         | 3486.1  |
| 73      | Wilbur Cooper      | 3480    |
| 74      | John Smoltz *      | 3473    |
| 75      | Claude Osteen      | 3460.2  |
| 76      | Catfish Hunter *   | 3449.1  |
| 77      | Joe McGinnity *    | 3441.1  |
| 78      | David Wells        | 3439    |
| 79      | Don Drysdale *     | 3432    |
| 80      | Mel Harder         | 3426.1  |
| 81      | Charlie Buffinton  | 3,404   |
| 82      | Hooks Dauss        | 3390.2  |
| 83      | Clark Griffith *   | 3385.2  |
| 84      | Doyle Alexander    | 3367.2  |
| 85      | Chick Fraser       | 3364    |
| 86      | Al Orth            | 3354.2  |
| 87      | Curt Simmons       | 3,348.1 |
| 88      | Vida Blue          | 3343.1  |
| 89      | Andy Pettitte      | 3316    |
| 90      | Rube Marquard *    | 3306.2  |
|         | Billy Pierce       | 3306.2  |
| 92      | Kenny Rogers       | 3302.2  |
| 93      | Dennis Eckersley * | 3285.2  |
|         | Jim Perry          | 3285.2  |
| 95      | Mark Buehrle       | 3283.1  |
| 96      | Larry Jackson      | 3262.2  |
| 97      | Curt Schilling     | 3261    |
| 98      | Kevin Brown        | 3256.1  |
| 99      | Tim Wakefield      | 3226.1  |
| 100     | Eddie Cicotte      | 3226    |

## Próximos jogadores ativos com números relevantes
- Estatísticas atualizadas até o final da temporada de 2016.

- Bartolo Colon (3172.1)
- C.C. Sabathia (3168.1)